# Telétesis
Una telétesis es un medio tecnológico que permite a una persona en situación de deficiencia motriz interaccionar a distancia con su medio.
El dispositivo está constituido por una consola de comandos, una unidad central, un sistema de transmisión y una parte operativa (aparatos manejados por la telétesis).

## Historia
Este término, formado por las palabras griegas τηλε: tele (distancia, lejos) y θἐσις: thésis (acción de establecer, como en el término prótesis), fue inventado en 1972 por Jean-Claude Gabus, creador de la Fundación Suiza para las Telétesis.

## Aplicaciones
Las telétesis pueden aportar una solución en los campos siguientes:
- la comunicación mejorada y alternativa
- el acceso ergonómico al ordenador
- el control del medio